# Nyschnja Krynka
Nyschnja Krynka (ukrainisch Нижня Кринка; russisch Нижняя Крынка/Nischnjaja Krynka) ist eine Siedlung städtischen Typs im Osten der Ukraine in der Oblast Donezk mit etwa 13.000 Einwohnern.

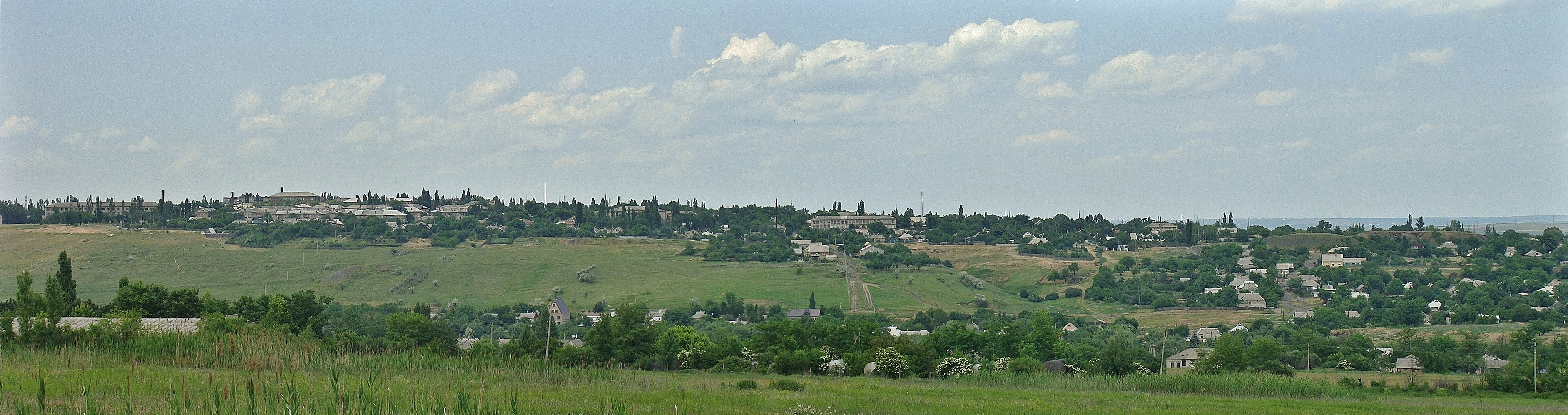
Blick auf den Ort

## Geographie
Die Siedlung städtischen Typs liegt im Donezbecken, etwa 27 Kilometer nordöstlich vom Oblastzentrum Donezk und 17 Kilometer nordöstlich vom Stadtzentrum von Makijiwka, zu dessen Stadtkreis sie zählt, entfernt. Der Fluss Krynka fließt durch den Ort, südlich erstreckt sich der Chanschonkower Stausee (Ханжонківське водосховище).
Zur Siedlungsratsgemeinde von Nyschnja Krynka, welche verwaltungstechnisch dem Stadtrajon Sowjet innerhalb von Makijiwka zugeordnet ist, zählen noch die Siedlungen städtischen Typs Welyke Orichowe, Krasnyj Oktjabr und Lisne sowie die Dörfer Lypowe (ukrainisch Липове) und Orichowe (ukrainisch Оріхове).

## Geschichte
Die Siedlung wurde im Jahre 1778 durch Saporoger Kosaken gegründet und trug den Namen Chanschonkiw-Nyschnjokrynskyj (ukrainisch Ханжонків-Нижньокринський). Der Kohlebergbau begann in der Umgebung des Ortes in der 2. Hälfte des 19. Jahrhunderts, seit 1938 ist Nyschnja Krynka eine Siedlung städtischen Typs. Nordöstlich des Ortskernes wurde 1901 eine Stichstrecke der Eisenbahn mit einem Bahnhof eröffnet, um diesen entwickelte sich eine Bahnhofssiedlung.
Seit Sommer 2014 ist der Ort im Verlauf des Ukrainekrieges durch Separatisten der Volksrepublik Donezk besetzt.